# Allier (departement)
Allier är ett franskt departement i norra delen av regionen Auvergne-Rhône-Alpes i centrala Frankrike. Namnet kommer från floden Allier som rinner genom departementet. Huvudorten är Moulins. I den tidigare regionindelningen som gällde fram till 2015 tillhörde Allier regionen Auvergne.